# كارل فريدريش فون فايزاكر
كارل فريدريش فراير فون فايزاكر (بالألمانية: Carl Friedrich Freiherr von Weizsäcker) هو فيزيائي وفيلسوف ألماني ولد في يوم 28 يونيو 1912 في مدينة كييل، كان واحد من الباحثين الذي قاموا بالبحوث النووية لألمانيا خلال الحرب العالمية الثانية تحت قيادة فيرنر هايزنبيرغ، هناك نقاش عند المؤرخين إذا كان هو من صمم القنبلة النووية لألمانيا النازية. والد فايزاكر هو الدبلوماسي إرنست فون فايزاكر والذي شغل منصب وزير الخارجية والشقيق الأكبر لريتشارد فون فايزاكر الذي شغل منصب رئيس ألمانيا من 1984 إلى 1994، وهو والد الفيزيائي وعالم البيئة إرنست أولريش فون فايزاكر وصهر كونراد رايزر الرئيس السابق لمجلس الكنائس العالمي. بحوث فايزاكر في طاقة النجوم من الاندماج النووي كانت مهمة في الوصول إلى الطاقة النووية. كما قام ببحوث حول تشكل الأرض والمجموعة الشمسية. في أواخر حياته ركز على الفلسفة والأخلاق ونال عدة جوائز في عمله وتوفي في يوم 28 أبريل 2007 في بلدة شتارنبرغ في ألمانيا.

## روابط خارجية
- كارل فريدريش فون فايزاكر على موقع IMDb (الإنجليزية)
- كارل فريدريش فون فايزاكر على موقع مونزينجر (الألمانية)
- كارل فريدريش فون فايزاكر على موقع ميوزك برينز (الإنجليزية)
- كارل فريدريش فون فايزاكر على موقع قاعدة بيانات الفيلم (الإنجليزية)